# Dimitrios Mastrovasilis
Dimitrios Mastrovasilis (griechisch Δημήτριος Μαστροβασίλης, * 12. Juni 1983 in Thessaloniki) ist ein griechischer Schachspieler.
Er spielte für Griechenland bei neun Schacholympiaden: 2000, 2004 bis 2018. Außerdem nahm er an sieben europäischen Mannschaftsmeisterschaften (2005 bis 2017) und an der Mannschaftsweltmeisterschaft (2010) teil.
Bei der FIDE-Weltmeisterschaft 2004 in Tripolis scheiterte er in der ersten Runde an Konstantin Sakajew. Beim Schach-Weltpokal 2017 in Tiflis scheiterte er in den ersten Runde an Iwan Tscheparinow.
Im Jahre 2002 wurde ihm der Titel Internationaler Meister (IM) verliehen. Der Großmeister-Titel (GM) wurde ihm 2003 verliehen.
Er ist der jüngere Bruder des Großmeisters Athanasios Mastrovasilis (* 1979).
| Hier fehlt eine Grafik, die leider im Moment aus technischen Gründen nicht angezeigt werden kann. Wir arbeiten daran! |